# 夏先鹏
夏先鹏（1963年1月—），男，汉族，湖北鄂州人，中华人民共和国政治人物。现任厦门海事法院院长，民革中央常委，民革福建省委主委。第十二、十三、十四届全国政协委员。